# Tournoi de tennis d'Hawaï
Le tournoi d'Hawaï (États-Unis) est un tournoi de tennis professionnel féminin du circuit WTA et masculin du circuit ATP.
La première édition féminine de l'épreuve date de 1973 et s'est déroulée à Hawaï, puis en 2001 et 2002, à Waikoloa Village.
Le tournoi masculin s'est déroulé de 1974 à 1984. Il a été organisé à Maui entre 1974 et 1983 et à Honolulu en 1984, sur surface dure en extérieur, et faisait partie de la catégorie Grand Prix.
En 1994, une édition masculine a été organisée sur l'île d'Oahu. Elle s'est jouée sur dur en extérieur et faisait partie des ATP World Series.
Un nouveau tournoi masculin du circuit Challenger est organisé depuis l'an 2000 à Hawaï (sauf en 2009). Il se joue en janvier sur dur extérieur mais a changé plusieurs fois d'organisateur et de lieu.
À la suite de la suppression du tournoi de Carlsbad, un nouveau tournoi féminin de catégorie WTA 125 fait son entrée dans le calendrier WTA à Hawaï. Il se tient en novembre lors de la dernière semaine de la saison 2016,. Après 2 éditions, le tournoi est rétrogradé sur le circuit ITF à partir de la saison 2018.
Depuis 2018, un tournoi exhibition masculin et féminin est également organisé à Hawaï en toute fin d'année (décembre) pour lancer la saison suivante.

## Palmarès dames

### Simple
| No    | Date       | Nom et lieu du tournoi                            | Catégorie      | Dotation       | Surface        | Vainqueure            | Finaliste        | Score          |                |
| ----- | ---------- | ------------------------------------------------- | -------------- | -------------- | -------------- | --------------------- | ---------------- | -------------- | -------------- |
| 1     | 23-10-1973 | Virginia Slims of Hawaï, Honolulu                 | VS Tour        | 10 000 $       | Dur (ext.)     | Billie Jean King      | Helen Gourlay    | 6-1, 6-1       | Tableau        |
|       | 1974-2000  | Pas de tournoi                                    | Pas de tournoi | Pas de tournoi | Pas de tournoi | Pas de tournoi        | Pas de tournoi   | Pas de tournoi | Pas de tournoi |
| 2     | 10-09-2001 | Big Island Championships, Waikoloa                | Tier IV        | 140 000 $      | Dur (ext.)     | Sandrine Testud       | Justine Henin    | 6-3, 2-0, ab.  | Tableau        |
| 3     | 09-09-2002 | Big Island Championships, Waikoloa                | Tier IV        | 140 000 $      | Dur (ext.)     | Cara Black            | Lisa Raymond     | 7-61, 6-4      | Tableau        |
|       | 2003-2015  | Pas de tournoi                                    | Pas de tournoi | Pas de tournoi | Pas de tournoi | Pas de tournoi        | Pas de tournoi   | Pas de tournoi | Pas de tournoi |
| (I)   | 25-01-2016 | SportMaster Tennis Championships of Maui, Lahaina | ITF            | 50 000 $       | Dur (ext.)     | Christina McHale      | Raveena Kingsley | 6-3, 4-6, 6-4  |                |
| 4     | 21-11-2016 | Hawaii Open by Hawaii Tourism Authority, Honolulu | WTA 125        | 115 000 $      | Dur (ext.)     | Catherine Bellis      | Zhang Shuai      | 6-4, 6-2       | Tableau        |
| 5     | 20-11-2017 | Hawaii Open by Hawaii Tourism Authority, Honolulu | WTA 125        | 115 000 $      | Dur (ext.)     | Zhang Shuai           | Jang Su-jeong    | 0-6, 6-2, 6-3  | Tableau        |
| (II)  | 09-07-2018 | Tennis Championships of Honolulu, Honolulu        | ITF            | 60 000 $       | Dur (ext.)     | Nao Hibino            | Jessica Pegula   | 6-0, 6-2       |                |
| (III) | 08-07-2019 | Tennis Championships of Honolulu, Honolulu        | ITF            | 60 000 $       | Dur (ext.)     | Usue Maitane Arconada | Nicole Gibbs     | 6-0, 6-2       |                |

### Double
| No    | Date       | Nom et lieu du tournoi                           | Catégorie      | Dotation       | Surface        | Vainqueures                    | Finalistes                              | Score             |                |
| ----- | ---------- | ------------------------------------------------ | -------------- | -------------- | -------------- | ------------------------------ | --------------------------------------- | ----------------- | -------------- |
| 1     | 23-10-1973 | Virginia Slims of Hawaï Honolulu                 | VS Tour        | 10 000 $       | Dur (ext.)     | Kerry Harris Kerry Melville    | Helen Gourlay Karen Krantzcke           | 6-3, 3-6, 6-3     | Tableau        |
|       | 1974-2000  | Pas de tournoi                                   | Pas de tournoi | Pas de tournoi | Pas de tournoi | Pas de tournoi                 | Pas de tournoi                          | Pas de tournoi    | Pas de tournoi |
| 2     | 10-09-2001 | Big Island Championships Waikoloa                | Tier IV        | 140 000 $      | Dur (ext.)     | Tina Križan Katarina Srebotnik | Els Callens Nicole Pratt                | 6-2, 6-3          | Tableau        |
| 3     | 09-09-2002 | Big Island Championships Waikoloa                | Tier IV        | 140 000 $      | Dur (ext.)     | Meilen Tu María Vento-Kabchi   | Nannie De Villiers Irina Selyutina      | 1-6, 6-2, 6-3     | Tableau        |
|       | 2003-2015  | Pas de tournoi                                   | Pas de tournoi | Pas de tournoi | Pas de tournoi | Pas de tournoi                 | Pas de tournoi                          | Pas de tournoi    | Pas de tournoi |
| (I)   | 25-01-2016 | SportMaster Tennis Championships of Maui Lahaina | ITF            | 50 000 $       | Dur (ext.)     | Asia Muhammad Maria Sanchez    | Jessica Pegula Taylor Townsend          | 6-2, 3-6, [10-6]  |                |
| 4     | 21-11-2016 | Hawaii Open by Hawaii Tourism Authority Honolulu | WTA 125        | 115 000 $      | Dur (ext.)     | Eri Hozumi Miyu Kato           | Nicole Gibbs Asia Muhammad              | 63-7, 6-3, [10-8] | Tableau        |
| 5     | 20-11-2017 | Hawaii Open by Hawaii Tourism Authority Honolulu | WTA 125        | 115 000 $      | Dur (ext.)     | Hsieh Shu-ying Hsieh Su-wei    | Eri Hozumi Asia Muhammad                | 6-1, 7-63         | Tableau        |
| (II)  | 09-07-2018 | Tennis Championships of Honolulu Honolulu        | ITF            | 60 000 $       | Dur (ext.)     | Misaki Doi Jessica Pegula      | Taylor Johnson Ashley Lahey             | 7-64, 6-3         |                |
| (III) | 08-07-2019 | Tennis Championships of Honolulu Honolulu        | ITF            | 60 000 $       | Dur (ext.)     | Hayley Carter Jamie Loeb       | Usue Maitane Arconada Caroline Dolehide | 6-4, 6-4          |                |

## Palmarès messieurs

### Simple
| No | Date       | Nom et lieu du tournoi                                     | Catégorie      | Dotation       | Surface        | Vainqueur         | Finaliste          | Score           |                |
| -- | ---------- | ---------------------------------------------------------- | -------------- | -------------- | -------------- | ----------------- | ------------------ | --------------- | -------------- |
| 1  | 06-10-1974 | Island Holidays Pro Tennis, Maui                           | Grand Prix     | 50 000 $       | Dur (ext.)     | John Newcombe     | Roscoe Tanner      | 7-6, 7-6        |                |
| 2  | 05-10-1975 | Island Holidays Pro Tennis, Maui                           | Grand Prix     | 50 000 $       | Dur (ext.)     | Jimmy Connors     | Sandy Mayer        | 6-1, 6-0        |                |
| 3  | 04-10-1976 | Island Holidays Pro Tennis, Maui                           | Grand Prix     | 100 000 $      | Dur (ext.)     | Harold Solomon    | Robert Lutz        | 6-3, 5-7, 7-5   |                |
| 4  | 03-10-1977 | Island Holidays Pro Tennis, Maui                           | Grand Prix     | 100 000 $      | Dur (ext.)     | Jimmy Connors     | Brian Gottfried    | 6-2, 6-0        |                |
| 5  | 02-10-1978 | Island Holidays Pro Tennis, Maui                           | Grand Prix     | 100 000 $      | Dur (ext.)     | Bill Scanlon      | Peter Fleming      | 6-2, 6-0        |                |
| 6  | 01-10-1979 | Island Holidays Pro Tennis, Maui                           | Grand Prix     | 100 000 $      | Dur (ext.)     | Bill Scanlon      | Peter Fleming      | 6-1, 6-1        |                |
| 7  | 29-09-1980 | Island Holidays Pro Tennis, Maui                           | Grand Prix     | 100 000 $      | Dur (ext.)     | Eliot Teltscher   | Tim Wilkison       | 7-6, 6-3        |                |
| 8  | 29-09-1981 | Island Holidays Pro Tennis, Maui                           | Grand Prix     | 50 000 $       | Dur (ext.)     | Hank Pfister      | Tim Mayotte        | 6-4, 6-4        |                |
| 9  | 27-09-1982 | Island Holidays Pro Tennis, Maui                           | Grand Prix     | 100 000 $      | Dur (ext.)     | John Fitzgerald   | Brian Teacher      | 6-2, 6-3        |                |
| 10 | 25-09-1983 | Island Holidays Pro Tennis, Maui                           | Grand Prix     | 100 000 $      | Dur (ext.)     | Scott Davis       | Vincent Van Patten | 6-3, 6-7, 7-6   |                |
| 11 | 24-09-1984 | Seiko Super Tennis, Honolulu                               | Grand Prix     | 100 000 $      | Dur (ext.)     | Marty Davis       | David Pate         | 6-1, 6-2        |                |
|    | 1985-1993  | Pas de tournoi                                             | Pas de tournoi | Pas de tournoi | Pas de tournoi | Pas de tournoi    | Pas de tournoi     | Pas de tournoi  | Pas de tournoi |
| 12 | 03-01-1994 | Oahu Open, Oahu                                            | World Series   | 288 750 $      | Dur (ext.)     | Wayne Ferreira    | Richey Reneberg    | 6-4, 63-7, 6-1  |                |
|    | 1995-1999  | Pas de tournoi                                             | Pas de tournoi | Pas de tournoi | Pas de tournoi | Pas de tournoi    | Pas de tournoi     | Pas de tournoi  | Pas de tournoi |
| 13 | 24-01-2000 | Hilton Waikoloa Village USTA Challenger, Waikoloa          | Challenger     | 50 000 $       | Dur (ext.)     | Paul Goldstein    | André Sá           | 7-5, 6-2        |                |
| 14 | 22-01-2001 | Hilton Waikoloa Village USTA Challenger, Waikoloa          | Challenger     | 50 000 $       | Dur (ext.)     | Andy Roddick      | James Blake        | 1-6, 6-3, 6-1   |                |
| 15 | 21-01-2002 | Hilton Waikoloa Village USTA Challenger, Waikoloa          | Challenger     | 50 000 $       | Dur (ext.)     | James Blake       | Martin Verkerk     | 6-2, 6-3        |                |
| 16 | 20-01-2003 | Hilton Waikoloa Village USTA Challenger, Waikoloa          | Challenger     | 37 500 $       | Dur (ext.)     | Robby Ginepri     | Neville Godwin     | 6-3, 6-3        |                |
| 17 | 26-01-2004 | Hilton Waikoloa Village USTA Challenger, Waikoloa          | Challenger     | 50 000 $       | Dur (ext.)     | Dmitri Toursounov | Alejandro Falla    | 7-5, 7-64       |                |
| 18 | 24-01-2005 | Hilton Waikoloa Village USTA Challenger, Waikoloa          | Challenger     | 50 000 $       | Dur (ext.)     | Paul Goldstein    | Cecil Mamiit       | 6-2, 6-2        |                |
| 19 | 23-01-2006 | Hilton Waikoloa Village USTA Challenger, Waikoloa          | Challenger     | 50 000 $       | Dur (ext.)     | Frank Dancevic    | Lu Yen-hsun        | 615-7, 6-2, 6-2 |                |
| 20 | 22-01-2007 | Hilton Waikoloa Village USTA Challenger, Waikoloa          | Challenger     | 50 000 $       | Dur (ext.)     | Michael Russell   | Jamie Baker        | 6-1, 7-5        |                |
| 21 | 21-01-2008 | Hilton Waikoloa Village USTA Challenger, Waikoloa          | Challenger     | 35 000 $       | Dur (ext.)     | Lu Yen-hsun       | Vincent Spadea     | 6-2, 6-0        |                |
|    | 2009       | Pas de tournoi                                             | Pas de tournoi | Pas de tournoi | Pas de tournoi | Pas de tournoi    | Pas de tournoi     | Pas de tournoi  | Pas de tournoi |
| 22 | 25-01-2010 | The Honolulu Challenger, Honolulu                          | Challenger     | 50 000 $       | Dur (ext.)     | Michael Russell   | Grega Žemlja       | 6-0, 6-3        |                |
| 23 | 24-01-2011 | The Honolulu Challenger by American Savings Bank, Honolulu | Challenger     | 50 000 $       | Dur (ext.)     | Ryan Harrison     | Alex Kuznetsov     | 6-4, 3-6, 6-4   |                |
| 24 | 23-01-2012 | The Honolulu Challenger, Honolulu                          | Challenger     | 50 000 $       | Dur (ext.)     | Go Soeda          | Robby Ginepri      | 6-3, 7-65       |                |
| 25 | 21-01-2013 | Maui Challenger, Wailea                                    | Challenger     | 50 000 $       | Dur (ext.)     | Go Soeda          | Mischa Zverev      | 7-5, 7-5        |                |
| 26 | 20-01-2014 | Royal Lahaina Challenger, Lahaina                          | Challenger     | 50 000 $       | Dur (ext.)     | Bradley Klahn     | Yang Tsung-hua     | 6-2, 6-3        |                |
| 27 | 26-01-2015 | Royal Lahaina Challenger, Lahaina                          | Challenger     | 50 000 $       | Dur (ext.)     | Jared Donaldson   | Nicolas Meister    | 6-1, 6-4        |                |
| 28 | 25-01-2016 | SportMaster Tennis Championships of Maui, Lahaina          | Challenger     | 50 000 $       | Dur (ext.)     | Wu Di             | Kyle Edmund        | 4-6, 6-3, 6-4   |                |
| 29 | 23-01-2017 | SportMaster Tennis Championships of Maui, Lahaina          | Challenger     | 75 000 $       | Dur (ext.)     | Chung Hyeon       | Taro Daniel        | 7-63, 6-1       |                |

### Double
| No | Date       | Nom et lieu du tournoi                                     | Catégorie      | Dotation       | Surface        | Vainqueurs                       | Finalistes                            | Score              |                |
| -- | ---------- | ---------------------------------------------------------- | -------------- | -------------- | -------------- | -------------------------------- | ------------------------------------- | ------------------ | -------------- |
| 1  | 06-10-1974 | Island Holidays Pro Tennis, Maui                           | Grand Prix     | 50 000 $       | Dur (ext.)     | Dick Stockton Roscoe Tanner      | Owen Davidson John Newcombe           | 6-3, 7-6           |                |
| 2  | 05-10-1975 | Island Holidays Pro Tennis, Maui                           | Grand Prix     | 50 000 $       | Dur (ext.)     | Fred McNair Sherwood Stewart     | Jeff Borowiak Haroon Rahim            | 3-6, 7-6, 6-3      |                |
| 3  | 04-10-1976 | Island Holidays Pro Tennis, Maui                           | Grand Prix     | 100 000 $      | Dur (ext.)     | Raymond Moore Allan Stone        | Dick Stockton Roscoe Tanner           | 6-7, 6-3, 6-4      |                |
| 4  | 03-10-1977 | Island Holidays Pro Tennis, Maui                           | Grand Prix     | 100 000 $      | Dur (ext.)     | Robert Lutz Stan Smith           | Brian Gottfried Raúl Ramírez          | 7-6, 6-4           |                |
| 5  | 02-10-1978 | Island Holidays Pro Tennis, Maui                           | Grand Prix     | 100 000 $      | Dur (ext.)     | Tim Gullikson Tom Gullikson      | Peter Fleming John McEnroe            | 7-6, 7-6           |                |
| 6  | 01-10-1979 | Island Holidays Pro Tennis, Maui                           | Grand Prix     | 100 000 $      | Dur (ext.)     | John Lloyd Nick Saviano          | Rod Frawley Francisco González        | 7-5, 6-4           |                |
| 7  | 29-09-1980 | Island Holidays Pro Tennis, Maui                           | Grand Prix     | 100 000 $      | Dur (ext.)     | Peter Fleming John McEnroe       | Victor Amaya Hank Pfister             | 7-6, 6-7, 6-2      |                |
| 8  | 29-09-1981 | Island Holidays Pro Tennis, Maui                           | Grand Prix     | 50 000 $       | Dur (ext.)     | Tony Graham Matt Mitchell        | John Alexander Jim Delaney            | 6-3, 3-6, 7-6      |                |
| 9  | 27-09-1982 | Island Holidays Pro Tennis, Maui                           | Grand Prix     | 100 000 $      | Dur (ext.)     | Mike Cahill Eliot Teltscher      | Francisco González Bernard Mitton     | 6-4, 6-4           |                |
| 10 | 25-09-1983 | Island Holidays Pro Tennis, Maui                           | Grand Prix     | 100 000 $      | Dur (ext.)     | Tony Giammalva Steve Meister     | Mike Bauer Scott Davis                | 6-3, 5-7, 6-4      |                |
| 11 | 24-09-1984 | Seiko Super Tennis, Honolulu                               | Grand Prix     | 100 000 $      | Dur (ext.)     | Gary Donnelly Butch Walts        | Mark Dickson Mike Leach               | 7-6, 6-4           |                |
|    | 1985-1993  | Pas de tournoi                                             | Pas de tournoi | Pas de tournoi | Pas de tournoi | Pas de tournoi                   | Pas de tournoi                        | Pas de tournoi     | Pas de tournoi |
| 12 | 03-01-1994 | Oahu Open, Oahu                                            | World Series   | 288 750 $      | Dur (ext.)     | Tom Nijssen Cyril Suk            | Alex O'Brien Jonathan Stark           | 6-4, 6-4           |                |
|    | 1995-1999  | Pas de tournoi                                             | Pas de tournoi | Pas de tournoi | Pas de tournoi | Pas de tournoi                   | Pas de tournoi                        | Pas de tournoi     | Pas de tournoi |
| 13 | 24-01-2000 | Hilton Waikoloa Village USTA Challenger, Waikoloa          | Challenger     | 50 000 $       | Dur (ext.)     | Jim Grabb Richey Reneberg        | James Blake Cecil Mamiit              | 6-2, 2-6, 6-4      |                |
| 14 | 22-01-2001 | Hilton Waikoloa Village USTA Challenger, Waikoloa          | Challenger     | 50 000 $       | Dur (ext.)     | Paul Goldstein Jim Thomas        | Mike Bryan Paradorn Srichaphan        | 3-6, 6-4, 6-3      |                |
| 15 | 21-01-2002 | Hilton Waikoloa Village USTA Challenger, Waikoloa          | Challenger     | 50 000 $       | Dur (ext.)     | Gabriel Trifu Glenn Weiner       | James Blake Justin Gimelstob          | 6-4, 4-6, 6-4      |                |
| 16 | 20-01-2003 | Hilton Waikoloa Village USTA Challenger, Waikoloa          | Challenger     | 37 500 $       | Dur (ext.)     | Diego Ayala Robert Kendrick      | Levar Harper-Griffith Alex Kim        | 4-6, 7-62, 6-2     |                |
| 17 | 26-01-2004 | Hilton Waikoloa Village USTA Challenger, Waikoloa          | Challenger     | 50 000 $       | Dur (ext.)     | Scott Humphries Brian Vahaly     | Brandon Coupe Travis Parrott          | 6-3, 7-63          |                |
| 18 | 24-01-2005 | Hilton Waikoloa Village USTA Challenger, Waikoloa          | Challenger     | 50 000 $       | Dur (ext.)     | André Sá Eric Taino              | Sanchai Ratiwatana Sonchat Ratiwatana | 7-62, 3-6, 7-62    |                |
| 19 | 23-01-2006 | Hilton Waikoloa Village USTA Challenger, Waikoloa          | Challenger     | 50 000 $       | Dur (ext.)     | Michael Kohlmann Cecil Mamiit    | Scott Lipsky David Martin             | 6-3, 6-4           |                |
| 20 | 22-01-2007 | Hilton Waikoloa Village USTA Challenger, Waikoloa          | Challenger     | 50 000 $       | Dur (ext.)     | Brendan Evans Scott Oudsema      | Scott Lipsky David Martin             | 4-6, 6-3, [12-10]  |                |
| 21 | 21-01-2008 | Hilton Waikoloa Village USTA Challenger, Waikoloa          | Challenger     | 35 000 $       | Dur (ext.)     | Scott Lipsky David Martin        | Satoshi Iwabuchi Go Soeda             | 6-4, 5-7, [10-7]   |                |
|    | 2009       | Pas de tournoi                                             | Pas de tournoi | Pas de tournoi | Pas de tournoi | Pas de tournoi                   | Pas de tournoi                        | Pas de tournoi     | Pas de tournoi |
| 22 | 25-01-2010 | The Honolulu Challenger, Honolulu                          | Challenger     | 50 000 $       | Dur (ext.)     | Kevin Anderson Ryler DeHeart     | Im Kyu-tae Martin Slanar              | 3-6, 7-62, [15-13] |                |
| 23 | 24-01-2011 | The Honolulu Challenger by American Savings Bank, Honolulu | Challenger     | 50 000 $       | Dur (ext.)     | Ryan Harrison Travis Rettenmaier | Robert Kendrick Alex Kuznetsov        | Forfait            |                |
| 24 | 23-01-2012 | The Honolulu Challenger, Honolulu                          | Challenger     | 50 000 $       | Dur (ext.)     | Amer Delić Travis Rettenmaier    | Nicholas Monroe Jack Sock             | 6-4, 7-63          |                |
| 25 | 21-01-2013 | Maui Challenger, Wailea                                    | Challenger     | 50 000 $       | Dur (ext.)     | Lee Hsin-han Peng Hsien-yin      | Tennys Sandgren Rhyne Williams        | 61-7, 6-2, [10-5]  |                |
| 26 | 20-01-2014 | Royal Lahaina Challenger, Lahaina                          | Challenger     | 50 000 $       | Dur (ext.)     | Denis Kudla Yasutaka Uchiyama    | Daniel Kosakowski Nicolas Meister     | 6-3, 6-2           |                |
| 27 | 26-01-2015 | Royal Lahaina Challenger, Lahaina                          | Challenger     | 50 000 $       | Dur (ext.)     | Jared Donaldson Stefan Kozlov    | Chase Buchanan Rhyne Williams         | 6-3, 6-4           |                |
| 28 | 25-01-2016 | SportMaster Tennis Championships of Maui, Lahaina          | Challenger     | 50 000 $       | Dur (ext.)     | Jason Jung Dennis Novikov        | Alex Bolt Frank Moser                 | 6-3, 4-6, [10-8]   |                |
| 29 | 23-01-2017 | SportMaster Tennis Championships of Maui, Lahaina          | Challenger     | 75 000 $       | Dur (ext.)     | Austin Krajicek Jackson Withrow  | Bradley Klahn Tennys Sandgren         | 6-4, 6-3           |                |